# 性風俗産業に対する差別
性風俗産業に対する差別（せいふうぞくさんぎょうにたいするさべつ）は、職業差別の一つで、性風俗産業及びその従事者（セックスワーカー）に対する差別である。対象にはいわゆる売春婦、ヘルス嬢、ソープ嬢など直接の性行動に従事する職業の他、アダルトモデルのような間接的なものや、風俗店従業員や風俗ライターなどの周辺的な職業も含まれる。
性風俗産業に対する差別には大きく分けて、社会的な偏見によるものと、国家の制度による身分的なものの2種類が存在する。社会に必要な職業であるのに不当に蔑視されるのは他の職業差別と同様であるが、性風俗産業は国や職種によっては非合法もしくは法的に曖昧な条件に置かれていることが問題を複雑にしている。

## 社会的偏見による差別
性に関する職業は古代から存在したが賤業として扱われることも多く、旧約聖書で唯一神ヤハウェはモーセに「祭司の娘が売春を行いその身を汚したなら、彼女はその父を汚したのであり、業火に焼かれるべきである」と告げている。
現代日本語でも、売春婦を指す「淫売」や「売女」という言葉はこれを職業とする女性を差別し、もしくは女性一般を罵倒する呼称として用いられる。これは英語whore, 仏語putainなど多くの言語でも同様である。近年でも2009年8月の衆議院選挙で当選した田中美絵子が過去に風俗ライターを職業としていたことを連日報道され、この件に関して何ら違法行為を行っていないにもかかわらず謝罪に追い込まれた。
ビジネスの世界では、「贈り物」として売春婦が用いられることも有り、フランスではIMF専務理事を務めて大統領候補ともされたドミニク・ストロス＝カーンは、売春の斡旋を商談成立や、脅迫するための材料を得るために、多数の高給売春婦を雇っていたとされる。

## 国家制度による差別
性関連の職業は国や職種によって法的な位置付けに差があり、非合法（被害者なき犯罪も参照）もしくは法的に曖昧な条件に置かれている場合も多い。日本でも売春防止法や風俗営業法や職業安定法や労働者派遣法、AV出演被害防止・救済法によりその位置付けは曖昧である。
こうした状況はこれらの産業の従事者が他の労働者と同様の基本的人権・労働基本権・社会保障を享受することを不可能もしくは困難にし、それ自体が差別であるだけでなく、偏見や暴力・犯罪組織による搾取などを受けやすくその解決を難しくしている。このような状況を解消することを目的とした「セックスワーカーの権利運動」（en:Sex workers' rights）と呼ばれる運動が国際的に展開されている。

## 問題の複合
性風俗産業には女性が多く、男娼などに見られるようにLGBTなどの性的少数者も含まれ、また人種問題や貧困が裏にあることも少なくない。これらの人々は社会的立場が弱く、また単独でも差別の対象になることがあるため、複合して状況をより困難にしている。
国際連合はこうした制度的・社会的差別の存在が人権問題であるだけに留まらず、セックスワーカーのHIVリスクを増大させていると警告し、セックスワーカーが自己組織化を行いコンドーム奨励によりHIVリスクの軽減に成功した諸国の例を挙げている。